# MTV Video Music Awards 2014
Die vom Musiksender MTV präsentierten MTV Video Music Awards 2014 fanden am 24. August 2014 in The Forum in Inglewood, Kalifornien statt. Die jährliche Veranstaltung wurde wie im Vorjahr von keinem speziellen Moderator moderiert. Die meisten Nominierungen bekam Beyoncé Knowles mit acht, während Eminem und Iggy Azalea jeweils sieben bekamen. Die große Favoritin Beyoncé konnte vier Preise mit nach Hause nehmen. Außerdem wurde Beyoncé für ihr Lebenswerk mit dem Michael Jackson Vanguard Award ausgezeichnet. Den wichtigsten Preis, den für das Video des Jahres, gewann Miley Cyrus mit ihrem Musikvideo zu Wrecking Ball.

## Auftritte

### Pre-show
- Fifth Harmony – Boss
- Charli XCX – Boom Clap

### Hauptshow
- Ariana Grande, Nicki Minaj und Jessie J – Break Free / Anaconda / Bang Bang
- Taylor Swift – Shake It Off
- Sam Smith – Stay with Me
- Usher und Nicki Minaj – She Came to Give It to You
- 5 Seconds of Summer – Amnesia
- Iggy Azalea und Rita Ora – Black Widow
- Maroon 5 – Maps / One More Night
- Beyoncé – Mine / Ghost & Pretty Hurts Interlude / Haunted / No Angel / Jealous / Blow / Drunk in Love / Rocket / Partition / ***Flawless & Superpower Interlude / ***Flawless / Yoncé / Blue / XO

## Gewinner und Nominierungen
Die Nominierten wurden am 17. Juli 2014 bekanntgegeben.

### Video of the Year
Miley Cyrus – Wrecking Ball
- Iggy Azalea (featuring Charli XCX) – Fancy
- Beyoncé (featuring Jay-Z) – Drunk in Love
- Sia – Chandelier
- Pharrell Williams – Happy

### Best Male Video
Ed Sheeran (featuring Pharrell Williams) – Sing
- Eminem (featuring Rihanna) – The Monster
- John Legend – All of Me
- Sam Smith – Stay with Me
- Pharrell Williams – Happy

### Best Female Video
Katy Perry (featuring Juicy J) – Dark Horse
- Iggy Azalea (featuring Charli XCX) – Fancy
- Beyoncé – Partition
- Ariana Grande (featuring Iggy Azalea) – Problem
- Lorde – Royals

### Artist to Watch
Fifth Harmony – Miss Movin’ On
- 5 Seconds of Summer – She Looks So Perfect
- Charli XCX – Boom Clap
- Schoolboy Q – Man of the Year
- Sam Smith – Stay with Me

### Best Pop Video
Ariana Grande (featuring Iggy Azalea) – Problem
- Avicii (featuring Aloe Blacc) – Wake Me Up
- Iggy Azalea (featuring Charli XCX) – Fancy
- Jason Derulo (featuring 2 Chainz) – Talk Dirty
- Pharrell Williams – Happy

### Best Rock Video
Lorde – Royals
- Arctic Monkeys – Do I Wanna Know?
- The Black Keys – Fever
- Imagine Dragons – Demons
- Linkin Park – Until It’s Gone

### Best Hip-Hop Video
Drake (featuring Majid Jordan) – Hold On, We’re Going Home
- Childish Gambino – 3005
- Eminem – Berzerk
- Kanye West – Black Skinhead
- Wiz Khalifa – We Dem Boyz

### MTV Clubland Award
Zedd (featuring Hayley Williams) – Stay the Night
- Disclosure – Grab Her!
- DJ Snake und Lil Jon – Turn Down for What
- Martin Garrix – Animals
- Calvin Harris – Summer

### Best Collaboration
Beyoncé (featuring Jay-Z) – Drunk in Love
- Chris Brown (featuring Lil Wayne und Tyga) – Loyal
- Eminem (featuring Rihanna) – The Monster
- Ariana Grande (featuring Iggy Azalea) – Problem
- Katy Perry (featuring Juicy J) – Dark Horse
- Pitbull (featuring Kesha) – Timber

### Best Direction
DJ Snake und Lil Jon – Turn Down for What (Regisseure: DANIELS)
- Beyoncé – Pretty Hurts (Regisseurin: Melina Matsoukas)
- Miley Cyrus – Wrecking Ball (Regisseur: Terry Richardson)
- Eminem (featuring Rihanna) – The Monster (Regisseur: Rich Lee)
- OK Go – The Writing’s on the Wall (Regisseure: Damian Kulash, Aaron Duffy & Bob Partington)

### Best Choreography
Sia – Chandelier (Choreograph: Ryan Heffington)
- Beyoncé – Partition (Choreographen: Svetlana Kostantinova, Philippe Decouflé, Danielle Polanco und Frank Gatson)
- Jason Derulo (featuring 2 Chainz) – Talk Dirty (Choreographin: Amy Allen)
- Michael Jackson und Justin Timberlake – Love Never Felt So Good (Choreographen: Rich und Tone Talauega)
- Kiesza – Hideaway (Choreographin: Ljuba Castot)
- Usher – Good Kisser (Choreographen: Jamaica Craft und Todd Sams)

### Best Visual Effects
OK Go – The Writing’s on the Wall (Spezialeffekte: 1stAveMachine)
- Disclosure – Grab Her! (Spezialeffekte: Mathematic und Emile Sornin)
- DJ Snake und Lil Jon – Turn Down for What (Spezialeffekte: DANIELS und Zak Stoltz)
- Eminem – Rap God (Spezialeffekte: Rich Lee, Louis Baker, Mammal Studios, Laundry! und Sunset Edit)
- Jack White – Lazaretto (Spezialeffekte: Mathematic und Jonas & François)

### Best Art Direction
Arcade Fire – Reflektor (Art Director: Anastasia Masaro)
- Iggy Azalea (featuring Charli XCX) – Fancy (Art Director: David Courtemarche)
- DJ Snake und Lil Jon – Turn Down for What (Art Director: Jason Kisvarday)
- Eminem – Rap God (Art Director: Alex Pacion)
- Tyler, The Creator – Tamale (Art Director: Tom Lisowski)

### Best Editing
Eminem – Rap God (Editor: Ken Mowe)
- Beyoncé – Pretty Hurts (Editor: Jeff Selis)
- Fitz and the Tantrums – The Walker (Editor: James Fitzpatrick)
- MGMT – Your Life Is a Lie (Editor: Erik Laroi)
- Zedd (featuring Hayley Williams) – Stay the Night (Editor: Daniel Cloud Campos)

### Best Cinematography
Beyoncé – Pretty Hurts (Kamera: Darren Lew und Jackson Hunt)
- Arcade Fire – Afterlife (Kamera: Evan Prosofsky)
- Lana Del Rey – West Coast (Kamera: Evan Prosofsky)
- Gesaffelstein – Hate or Glory (Kamera: Michael Ragen)
- 30 Seconds to Mars – City of Angels (Kamera: David Devlin)

### Best Video with a Social Message
Beyoncé – Pretty Hurts
- Avicii – Hey Brother
- J. Cole (featuring TLC) – Crooked Smile
- David Guetta (featuring Mikky Ekko) – One Voice
- Angel Haze (featuring Sia) – Battle Cry
- Kelly Rowland – Dirty Laundry

### Best Lyric Video
5 Seconds of Summer – Don’t Stop
- Ariana Grande (featuring Iggy Azalea) – Problem
- Demi Lovato (featuring Cher Lloyd) – Really Don’t Care
- Austin Mahone (featuring Pitbull) – Mmm Yeah
- Katy Perry – Birthday

### Michael Jackson Video Vanguard Award
Beyoncé